# Міхєєв Станіслав Сергійович
Станіслав Міхєєв (рос. Михеев Станислав; 21 травня 1989, с. Борисово (Дмитровський район), Росія) — російський саночник, який виступає в санному спорті, здебільшого в парному розряді, на професіональному рівні з 2006 року. Дебютував в національній команді, як учасник зимових Олімпійських ігор в Ванкувері 2010 року й посів 14 місце в парному розряді. Балансує в двадцятці найкращих саночників світу, а в парному розряді виступає разом з саночником Михайлом Кузьмічом з 2007 року.